# Piotr Skucha (artysta kabaretowy)
Piotr Skucha – polski satyryk, artysta kabaretowy, standuper. Członek ZAKR, ZAiKS i ZASP.

## Życiorys
Absolwent Wydziału Architektury Politechniki Śląskiej w Gliwicach. Swoją kabaretową przygodę rozpoczął w 1973 jako uczeń I Liceum Ogólnokształcącego im. Aleksandra Zawadzkiego w Dąbrowie Górniczej, w szkolnym kabarecie „SNCHWiG Wiarus, przepraszam Wirus”. W latach 1977–1978 współtworzył, razem z jego byłym członkiem Jackiem Łapotem, satyryczną audycję autorską nadawaną w Radiu Centrum Politechniki Śląskiej (jedną z piosenek z ich programu wyemitowano w audycji 60 minut na godzinę), a następnie założył Kabaret Długi (styczeń 1979-maj 2013). Będąc na III roku studiów został zastępcą redaktora naczelnego do spraw programowych Radia Centrum.
Współtwórca i uczestnik cyklicznych audycji radiowej Trójki (Parafonia, To się nadaje, Móżdżek po polsku) i programów telewizyjnych (HBO Na Stojaka, Skauci Piwni, Kanał 5, Kraj się śmieje). W sierpniu 2013 założył kabaret TON, wywodzący się z Bielskiej Sceny Kabaretowej, którą powołał do życia w kwietniu 2006.

## Książki
- Kabaret Długi (współautor: Jacek Łapot) (Gdańsk 1984)[4]
- Dekada Długów (współautor: Jacek Łapot) (Katowice 1989)[4]

## W roli jurora
- Starobielskie Spotkania Kabaretowe „Fermenty” (2009, 2010, 2011, 2012, 2013)[4]

## Filmografia
- 1980: Coś wesołego (etiuda fabularna) – jako Piotrek[4]
- 1990: Piggate (film fabularny) – jako pracownik Instytutu Transplantologii[4]
- 1990: Świnka (serial telewizyjny) – jako pracownik Instytutu Transplantologii[4]
- 2000: Święta wojna (odc. 34. – Gwiazda rocka) (serial telewizyjny) – jako kolega producenta[4]